# TVgenial
TVgenial ist ein elektronischer Programmführer (EPG). Die in Delphi geschriebene Software wird seit 2000 entwickelt und hat nach eigenen Angaben über 100.000 aktive Nutzer. Allein bei der Chip wurde das Programm fast 1 Mio. mal geladen.
Es sind die Programme von mehr als 200 deutschen und ausländischen Fernsehsendern, sowie von einigen Kinos verfügbar, 30 davon kostenfrei, alle weiteren mittels Pluspaket (Stand: 24. November 2014).
Die Daten können für bis zu 18 Tage im Voraus offline auf den PC geladen werden und für die Nutzung ist keine Internetverbindung notwendig. Viele nützliche Funktionen wie Suche, Erinnerungen und Favoriten erleichtern die TV-Planung. Über Schnittstellen können Sendungen zudem bequem z. B. an die Dreambox, Kathrein-Receiver und Microsoft Outlook gesendet werden oder Internet-Videorekorder von Save.TV, YOUTV und OnlineTVRecorder programmiert werden. Das Design kann mittels 25 Farbschemas und aktuell 12 Skins flexibel an die eigenen Wünsche angepasst werden. TVgenial ist derzeit in 9 Sprachen verfügbar.
Die Programmdaten werden i. d. R. von der Hörzu geliefert, einige Sender wurden direkt angebunden. Die Aktualisierung der Daten erfolgt mind. einmal täglich.

## Geschichte
TVgenial (von ARAKON-TVgenial-Systems) war die erste digitale TV-Zeitschrift und hat im Jahr 2000 ein neues Genre gegründet. Seitdem wurde die elektronische Programmzeitung stetig erweitert und verbessert.
Die ersten Jahre wurden die Daten direkt von den Sendern aufbereitet, was aufgrund der verschiedenen Formate aufwendig und schwierig war. Die Zeitschrift war kostenfrei und sollte sich mit Werbung finanzieren, was jedoch nicht funktionierte.
Seit 2002 arbeitet TVgenial mit der Hörzu zusammen und bezieht die TV-Daten direkt von dort. Finanziert wird es seit 2003 mittels kostenpflichtigem Pluspaket.
Ab 1. Januar 2008 werden die Daten der VG-Media-Sender im freien Paket nur mit reinen Programmdaten wie Titel und Uhrzeit angezeigt und aufgrund der Lizenz mit Programmbegleitmaterial nur im Pluspaket.
Das Programm existiert auch als portable Version.